# Бозоклар, Кутсийе
Кутсийе Бозоклар (тур. Kutsiye Bozoklar, 1953, Мерсин — 16 июля 2009, Анкара) — турецкая левая политическая деятельница, писательница, журналистка и поэтесса.

## Биография
По окончании обучения на фармацевтическом факультете Университета Стамбула, Кутсийе Бозоклар стала членом Рабочей партии Турции. Начала писать для различных изданий и получила известность как одна из ярких представительниц «поколения 1968 года». После ультраправого переворота 12 марта 1971 г. начались репрессии против коммунистов, профсоюзных деятелей и других оппозиционеров военному режиму.
19 марта 1973 г. отряд полиции попытался ворваться в дом, где находились Кутсийе Бозоклар и Ахмет Мухаррем Чичек, но последние оказали вооружённое сопротивление. Во время перестрелки они оба были тяжело ранены: Ахмет Мухаррам в голову, после чего застрелен уже не будучи способным оказывать сопротивление, а Кутсийе Бозоклар — в спину, в результате чего осталась парализована до конца жизни. После ареста была подвергнута пыткам и провела два года в тюрьме.
По выходе из тюрьмы в 1974 г. провозглашает свой принцип: «Жить — значит сопротивляться» (тур. Yaşamak direnmektir) и начинает писать стихи, статьи и книги, посвящая их товарищам находящимся в тюрьмах. Умерла 16 июля 2009 г. в 56 лет, из которых 36 провела будучи прикованной к инвалидному креслу. 18 июля похоронена на кладбище Карсияка в Анкаре недалеко от могилы Дениза Гезмиша.